# Carl Friedrich Werner Michael Waldhauer

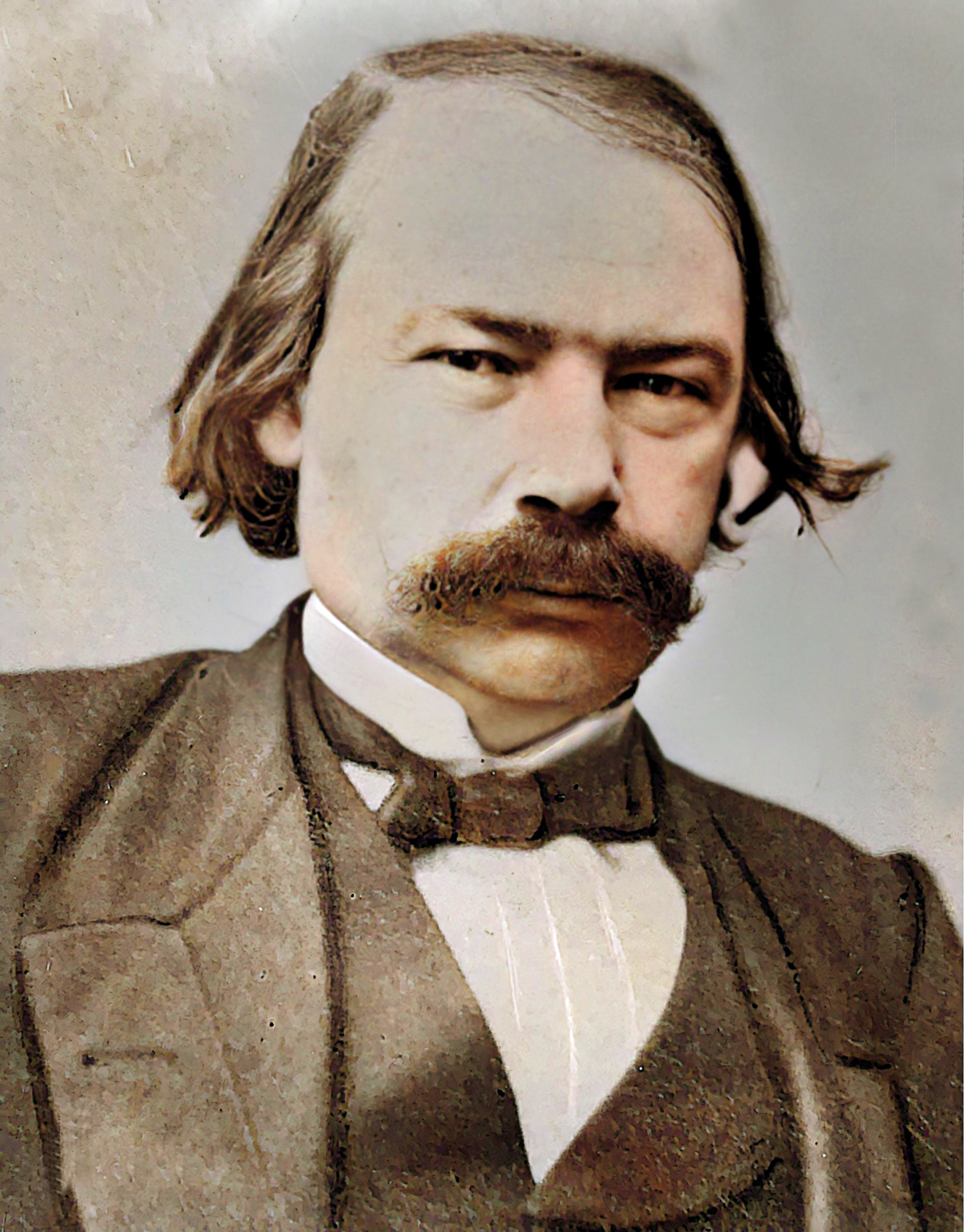
Carl Waldhauer

Carl Friedrich Werner Michael Waldhauer (* 8. Dezember 1820 in Sallenen, Gouvernement Kurland; † 30. April 1899 in Mitau) war ein deutsch-baltischer Augenarzt.

## Leben
Waldhauer besuchte das Gymnasium illustre in Mitau. Er studierte ab 1840 an der Albertus-Universität Königsberg Medizin und wurde in der Corpslandsmannschaft Normannia aktiv. 1843 wechselte er an die Friedrichs-Universität Halle, die ihn 1845 zum Dr. med. promovierte. 1846 bestand er das russische Staatsexamen in St. Petersburg. 1846/47 Arzt in Alt-Rahden, reiste er mit dem Besitzer von Alt-Rahden, dem Kaufmann Jacob Brandenburg nach Paris. 1847–1852 war er Arzt in Baldohn/Kurland, 1852–1858 in Kirchholm bei Uexküll. 1858 war er zur weiteren Ausbildung in der Augenheilkunde in Berlin und Paris, 1858 bis 1880 Augenarzt in Riga, erster Direktor der Witwe Reimers'schen Augenheilanstalt, Begründer des Rigaschen Blindeninstituts, 1858 wurde er Ehrenphilister der Curonia Dorpat. 1877 erhielt er für seine Verdienste den Annenorden 3. Klasse und wurde am 20. April 1878 zum Staatsrat (Russisches Kaiserreich) ernannt, 1880 bis 1881 zu Studienzwecken in Wien, 1880 bis 1891 Arzt in Mitau, Leiter der ophthalmologischen Abteilung des Diakonissenhauses, Verfasser zahlreicher ophthalmologischer Veröffentlichungen, lebte seit 1891 erblindet in Mitau bis zu seinem Tode.
Seine literarische Tätigkeit konzentrierte sich hauptsächlich auf die in Kurland so häufig vorkommende Trichiasis und deren operative Behandlung. Nach ihm ist die Arlt-Waldhauersche Trichiasis-Operation benannt. Seine letzte diesbezügliche Arbeit ist im November 1897 in den Monatsblättern erschienen. Außerdem hat er aber auch noch in der St. Petersburger Medizinischen Wochenschrift in A. von Graefes Archiv für Ophthalmologie in dem Zentralblatt für Augenheilkunde und anderen Zeitschriften eine ganze Reihe interessanter Fälle von Augenkrankheiten und Augenverletzungen veröffentlicht, die in der ophthalmologischen Literatur einen dauernden Wert behalten werden.

„Am 30. 4. 1899 ist in Mitau Staatsrat Dr. Carl Waldhauer sanft entschlafen. Mit ihm ist eine jener immer seltener werdenden Persönlichkeiten heimgegangen, deren kräftige Eigenart von der Schablone des Alltagsmenschen so wohltuend absticht. Waldhauer war kein bequemer Mensch, sein Wesen war scharf und kantig, aber er war ein Mann von tadelloser Gesinnung, warmen Empfinden und rücksichtsloser Energie in der Verfolgung des als gut und wahr Anerkannten. Seine markante Art sich zu geben, seine an längst vergangene Tage anklingende urwüchsige Natur in der die raue Außenschale ein treues Herz und ein weiches Gemüt zu verbergen suchte, machte ihn, besonders in seiner Heimat Kurland, zu einer im besten Sinne des Wortes populären Persönlichkeit. Wer den Verstorbenen persönlich gekannt und schätzen gelernt hat, der wird zugeben müssen, daß sein Wesen und sein Charakter kaum treffender geschildert werden kann, als mit diesen wenigen Worten.“

## Familie
Seine Eltern:
- Christoph Waldhauer, Landwirt, Disponent / Amtmann der Karl Ulrich von Fricksschen Güter Dubenalken in Sallenen / Kurland (* 16. Dezember 1779 in Wirsiten / Kurland; † 28. Oktober 1848 in Durben bei Libau / Kurland), begraben in Sallenen im Waldhauerschen Erbbegräbnis bei der Kirche.
- Louisa Dorothea Eleonora Moeller, Tochter des Kaufmanns und Stadtaeltermanns in Grobin, Peter Melchior Moeller (* 26. August 1781 in Grobin; † 1855 in Durben bei Libau / Kurland), beerdigt 13. Juni 1855 in Sallenen im Waldhauerschen Erbbegräbnis bei der Kirche.

Seine Geschwister:
- Ulrika, Juliana Anna Elisabeth, (* 31. Mai 1812; † 1. Juni 1828), begraben in Sallenen im Waldhauerschen Erbbegräbnis.

- Karolina, Amalia Johanna Wilhelmine, (* 27. Juni 1816; † in Hasenpoth / Kurland), verheiratet mit Dr. med. Theodor Wilhelm Hermann Goebel, (* 19. November 1815 in Goldingen; † am 13. November 1891) in Hasenpoth

Er war verheiratet mit Mathilde Elisabeth Schmidt (* 15. Mai 1827 in Ramelshof/Livland; † 27. Oktober 1906 in Windau/Kurland). Sie war die Tochter des Gutsbesitzers und späteren Kaufmanns in Riga Ferdinand Heinrich Schmidt, Besitzer des Gutes Limschen bei Lemsal in Livland, und als er sie kennenlernte und sich mit ihr verlobte, war sie Hauslehrerin bei Baron Lieven in Merzendorf in der Nähe von Bad Baldohn.
Sie hatten drei Kinder:
- Anna Clarissa Dorothea (* 18. November 1849 in Baldohn; † 20. November 1865 in Riga, an Typhus)
- Ferdinand Christoph (* 2. Februar 1853 in Kirchholm; † 14. Oktober 1907 in Windau, am Strahlenpilz) Dr. med. Kreisarzt, Ehrenfriedensrichter in Windau. Verheiratet mit Mary Schmidt (* 23. März 1856 in Dorpat; † 21. Dezember 1946 in Flensburg), Tochter des Wirklichen Staatsrates, Excellenz, Universitätsprofessor in Dorpat Karl Ernst Heinrich Schmidt (* 1. Juni 1822 in Mitau; † 27. Februar 1894 in Dorpat) und seiner Frau Antonie Elisabeth Sophie v. Hueck (* 14. September 1833 in Dorpat; † 30. April 1912 in Dorpat).- Ein Sohn ist Oskar Waldhauer
- Werner Robert (* 5. April 1855 in Kirchholm; † 29. Januar 1940 in Heringsdorf/Usedom) Dr. med. in Riga, verheiratet mit Gertrud Sophie von Holst (* 10. Mai 1860 in Dorpat; † 5. November 1943 auf Gut Großlohe bei Karlshausen/Wartheland), Tochter des Dr. med. Universitätsprofessor in Dorpat, Wirklichen Staatsrats Excellenz Johannes v. Holst (* 23. Februar 1823 in Fellin/Livland; † 8. Oktober 1906 in Freiburg/Breisgau) und seiner Frau Julie Friederike Hetsch (* 6. März 1836 in Reutlingen; † 17. August 1897 in Marburg/Lahn)